# (52337) Compton
Pour les articles homonymes, voir Compton.
(52337) Compton est un astéroïde de la ceinture principale.

## Description
(52337) Compton est un astéroïde de la ceinture principale. Il fut découvert le 2 septembre 1992 à Tautenburg par Freimut Börngen et Lutz Dieter Schmadel. Il présente une orbite caractérisée par un demi-grand axe de 2,39 UA, une excentricité de 0,23 et une inclinaison de 1,3° par rapport à l'écliptique.

## Compléments